# Czető Roland
Czető Roland (Budapest, 1989. december 10. –) színész, szinkronszínész, énekes, műsorvezető (TV2, FEM3).

## Életpályája
A Musical Varázs Alapítvány színjátszó körének volt tagja, az Általános Vállalkozási Főiskola Nemzetközi tanulmányok szakán Külkapcsolatok szakirányon végzett. Hosszú évek óta dolgozik színpadon, kamerák előtt és szinkronstúdiókban. Jelenleg a Pesti Művész Színház oszlopos tagja, valamint műsorokat vezetett a FEM3 illetve a TV2 csatornáin. Van egy húga, Zsanett és egy öccse, Ádám, akik szintén szinkronszínészkedéssel foglalkoznak. Jelentősebb szinkronszerepei: iCarly, Narnia Krónikái, Hetedik mennyország, Ha/Ver, Copperfield Dávid, Agyament Harry, Daredevil, a fenegyerek, Dreamgirls, Toy Story 3., Vigyázz, kész, szörf!, Trónok harca, Dragon Ball Super, Repcsik, Szulejmán, A mancs őrjárat stb.
2019. augusztus 31-én ő lett az új Mickey Egér magyar hangja.

## Munkássága

### Színészként

#### Színház
- Bulvár (bemutató: 2007. május 18. Újpest Színház)
- Én és a kisöcsém (bemutató: Ferencvárosi Művelődési Központ)
- Hyppolit, a lakáj (bemutató: Musical Varázs Színpad)
- Valahol Európában (Operett színház)
- Légy jó mindhalálig: Török János (bemutató: Ferencvárosi Művelődési Központ)
- Légy jó mindhalálig! Sanyika (bemutató: 2000. április 1. József Attila Színház)
- Kaviár és lencse Antonio [Pesti Művész Színház]
- Csókos asszony: Ibolya Ede [Pesti Művész Színház]
- Kálmán Imre: A cirkuszhercegnő – Slukk Tóni Pesti Művész Színház
- Csárdáskirálynő: Bóni [Pesti Művész Színház] [Dáma Díva Produkció]
- Luxemburg grófja: Brissard [Pesti Művész Színház]
- Marica grófnő: Zsupán Kálmán [Dáma Díva Produkció, Magyar Zenés Színház, Pesti Művész Színház]
- Mária főhadnagy: Zwickli Tóbiás [Pesti Művész Színház]
- Imádok férjhez menni: Mr. Paton [Pesti Művész Színház]
- Lili bárónő: Frédi [Pesti Művész Színház]
- A mosoly országa: Gróf Hatfaludy Ferenc [Dáma Díva Produkció]
- Délután a legjobb: Edward Bristow [Vidám Színpad]
- Rómeó és Júlia: Benvolio [Dáma Díva Produkció]
- Maga lesz a férjem: Bobby [Pesti Művész Színház]
- Eszeveszett primadonnák, avagy nyakig a slamasztikában: Butch [Pesti Művész Színház]
- Az ördög nem alszik: Tom [Pesti Művész Színház]

#### Filmes
- Vadkörték – A tihanyi kincsvadászat (ifjúsági kalandfilm, 2002) (TV-film) színész (ebben a filmben testvére, Czető Zsanett is szerepelt)
- Komédiások (vígjátéksorozat, 2000) (TV-film) színész

### Szinkronszínészként
- 2004 – A Pillangó-hatás című filmben a 13 éves Evan Treborn (John Patrick Amedori)
- 2010 – Toy Story 3. – Andy (hangja)
- 2011 – a Limonádé című amerikai filmben szereplő Charles Delgado magyar hangja
- 2011 – Trónok harca – Havas Jon (Kit Harrington)
- 2017 – Templomosok – Parsifal (Bobby Schofield)
- 2018 – Nyúl Péter – Thomas McGregor (Domhnall Gleeson)
- 2024 – Ki vagy, Doki – 15. Doktor (Ncuti Gatwa)

#### Rajzfilm, mese, anime
- Azúrkék nyomok és te: Josh
- Amerikai sárkány: Jake Long
- Bakugan szörny bunyósok: Ren Krawler
- Beyblade V-Force: Rai, Ozuma
- Bleach: Hirako Shinji, Kira Izuru (1. hang)
- Death Note: Matsuda
- Monster High: Deuce Gorgon[1]
- Kölykök a 402-es tanteremből: Freddie Fay
- Szaladin: Szaladin
- Fullmetal Alchemist: Testvériség: Miles őrnagy
- Flamingó kapitány: Avi (1. hang)
- Hekker Zek: Zeke
- LoliRock: Kyle, Lev
- Soul Eater – Lélekfalók: Black Star
- Z különítmény: Aramis herceg
- Mia és én: Mo herceg
- Inazuma Eleven : Axel Blaze
- Star Wars: Lázadók: Zare Leonis
- Supa Strikas: Menő Joe (Disney Channeles változat)
- Utódok: Komisz világ: Ben herceg
- A karácsonyi kincs (kanadai rajzfilm)
- Toy Story 3.: Andy Davis
- Toy Story 4. – Tinédzser Andy
- Vigyázz, kész, szörf!: Cody (Shia LaBeouf)
- Totál Dráma: Dave, Devin
- Dragon Ball Super: Vegeta
- A Mancs őrjárat: Chase
- A Büszke Birtok oroszlánőrsége: Ono
- Poochini: Billy White
- Zöldségmesék a házból/Zöldségmesék a városból: Jean-Claude borsó
- Így neveld a sárkányodat 2.: Eret fia Eret
- Így neveld a sárkányodat 3.: Eret
- Mickey és az autóversenyzők (2x21-től)
- Kenyér királyok: SwaySway
- Dalmata Utca 101: Dylan
- Aranyhaj: A sorozat: Varian
- Lego Ninjago: A Spinjitzu mesterei: Griffin Turner (4, 9. évad), Kalmaar (15. évad), Cole (16. évad)
- Ninjago: Sárkányok birodalma: Cole
- Voltron: A legendás védelmező: Lance
- Volt egyszer egy stúdió: Mickey egér
- Gumball csodálatos világa: Larry Needlemayer (5. évad), Leslie (5. évad), Idaho (5. évad)
- Star Wars: A klónok háborúja: Lux Bonteri (1. hang), Korkie Kryze (2. hang)
- Mixelek: Seismo, Gobba

#### Sorozat
- Outer Banks: Rafe Cameron (Drew Starkey)
- Hetedik mennyország: Simon Candem (David Gallegher)
- A múlt árnyéka: Cristobal Mendoza Rivero[2]
- Az ifjú Robin Hood kalandjai: Robin Hood (Tom Wayland)
- Flash – A Villám: Cisco Ramon (Vibráló) – Carlos Valdes
- Jonas: Joe Lucas (Joe Jonas)
- H2O: Egy vízcsepp elég: William "Will" Benjamin (3. évad)
- Csajok a zŰrből: Luca (Kenji Fitzgerald)
- Amika: Gringo (Gregory Van Damme)
- A házasság buktatói: Ural Beyaz (Aztek) – (Fırat Altunmeşe )
- Star Trek: Űrlázadás: Artim (Michael Welch)
- Isteni sugallat: Luke Girardi (Michael Welch)
- Komédiások (magyar)
- Indul a risza!: Tyler "Ty" Blue (Roshon Fegan)
- NCIS: Los Angeles: Dominic "Dom" Vaile (Adam Jamal Craig)
- Nyuszipoly: Scott (Tom Wayland)
- Kemény csajok: Cam (Guy Wilson)
- Violetta: León (Jorge Blanco )
- Az eb és a web: Tyler James (Blake Michael)
- Ki vagy, doki? (A bolond lámpása): Tommy Connolly (Rory Jennings)
- A S.H.I.E.L.D. ügynökei: Leo Fitz ügynök (Iain De Caestecker)
- The Lodge: Sean (Thomas Doherty)
- Szünidei napló: Itay Nissim
- Kirby Buckets kalandjai: Trev (Dawson Fletcher)
- Alex és bandája: Jody (Jody Cecchetto)
- Evermoor titkai: Cameron (Finney Cassidy)
- Riley a nagyvilágban: Lucas Friar (3. évad) (Peyton Meyer)
- Makoi hableányok: Zac Blakely  (Chai Romruen)
- Kicsi a bors, de erős: Cem (Ihsan Ay)
- Amerikai Horror Story: Tate Langdon, Kit Walker, Kyle Spencer, Jimmy Darling, James Patrick March, Kai Anderson (Evan Peters)
- Vámpírnaplók: Kol Mikaelson (Nathaniel Buzolic)
- Totál szívás (Breaking Bad): Walter White, Jr. (RJ Mitte)
- Trónok harca: Jon Snow - Havas Jon (Kit Harington)
- Álmodj velem!: Christian Leal (Christian Chávez)
- Feriha: Emir Sarafoğlu (Çağatay Ulusoy)
- Shameless – Szégyentelenek: Mickey Milkovich (Noel Fisher)
- Szulejmán: Musztafa oszmán herceg (Mehmet Günsür)
- Koronás sas: Niemierza z Gołczy (Piotr Gawron-Jedlikowski)
- Oxfordi gyilkosságok: Endeavour Morse (Shaun Evans)
- Outlander: Jamie Fraser (Sam Heughnan)
- 13 okom volt: Clay Jensen (Dylan Minnette)
- Végzet: A Winx saga – Sky (Danny Griffin)
- Hősök: Újjászületés – Brad (Jake Manley)
- A csodadoktor – Demir Aldırmaz (Fırat Altunmeşe)
- A nagykövet lánya – Gediz Işıklı (Uraz Kaygılaroğlu)
- Zoey 101 – Logan Reese (Matthew Underwood)
- Kegyetlen város – Civan Yılmaz (İdris Nebi Taşkan)
- Fazilet asszony és lányai – Yasin Egemen – (İdris Nebi Taşkan)
- Sorsfordító szerelem – Kerem Serter (Gürbey İleri)
- Testvérek – Tolga Barçın (Berk Ali Çatal)
- A szökés (Prison Break) – L. J. Burrows (Marshall Allman)
- Az időutazó felesége - 1. rész: (további magyar hang)
- Orville – John LaMarr hadnagy (J. Lee)
- A Mandalóri – Toro Calican (Jake Cannavale)
- S.W.A.T. Különleges Egység - Victor Tan (David Bradley Lim)
- Első áldozat - Oliver Atwood (Dylan McNamara)
- Arcane (League of Legends) - Finn

#### Film
- Copperfield Dávid [1999]: David Copperfield fiatalon (Daniel Radcliffe)
- Oculus [2013]: Tim Russell (Brenton Thwaites)
- Az emlékek őre [2014]: Jonas (Brenton Thwaites)
- Demóna [2014]: Prince Phillip (Brenton Thwaites)
- Fenegyerek [2014]: Jesse Ryan "JR" White (Brenton Thwaites)
- A Karib-tenger kalózai: Salazar bosszúja [2017]: Henry Turner (Brenton Thwaites)
- Végjáték (Ender's Game) [amerikai sci-fi, 2013]: Dink Meeker (Khylin Rhambo)
- A burok [amerikai sci-fi, 2013]: Kyle (Boyd Holbrook)
- A három testőr [francia-amerikai-angol-német kalandfilm, 2011]: D'Artagnan (Logan Lerman)
- Torrente 4 – Halálos válság [spanyol akció-vígjáték, 2011]: Peralta (Yon González)
- HA/VER [amerikai-angol akció-vígjáték, 2010]: Dave Lizewski / Ha/Ver (Aaron Taylor-Johnson)
- Egyetlenem (My One and Only) (amerikai vígjáték, 2009): George Devereaux (Logan Lerman)
- Ördög bújt beléd (Jennifer's Body) (2009]: Nikolai (Adam Brody)
- Dreamgirls (amerikai zenés film, 2006): Teddy Campbell (Jordan Wright)
- Daredevil, a fenegyerek (amerikai akciófilm, 2003): Fiatal Matt (Scott Terra)
- Agyament Harry (amerikai vígjáték, 1997): Mel fia (Adam Rose)
- Az oroszlán, a boszorkány és a ruhásszekrény: Peter Pevensie (William Moseley)
- Narnia Krónikái: Caspian herceg: Peter Pevensie (William Moseley)
- Nyúl Péter (Peter Rabbit) [2018]: Thomas McGregor (Domhnall Gleeson)
- Az ötödik hullám [2015]: Ben Parish (Nick Robinson)
- Csillagainkban a hiba: Augustus Waters[3] (Ansel Elgort)
- Kilenc élet: David Brand – Robbie Amell
- Power Rangers (film): (szuperhős, akció 2017)
- Mielőtt megismertelek: Will Traynor – (Sam Claflin)
- A csókfülke 2.: Marco Peña (Taylor Zakhar Perez) (2020)
- A csókfülke 3.: Marco Peña (Taylor Zakhar Perez) (2021)
- Üveg (Glass): Joseph Dunn (Spencer Treat Clark)
- Jurassic Park III.: Erik Kirby (Trevor Morgan)
- Star Wars II. rész – A klónok támadása: Boba Fett (Daniel Logan)
- Hamupipőke: Robert herceg (Nicholas Galitzine) (2021)
- Vörös, fehér és királykék : Henry herceg (Nicholas Galitzine) (2023)
- A rólad alkotott kép : Hayes Campbell (Nicholas Galitzine) (2024)

### Videojáték
- League of legends – Rakan
- Detroit: Become Human - Daniel

### Műsorvezetőként
- TV2: Az Építkezők
- TV2: Konstruktíva
- Fem3: Fem3 Café